# Rhaphium elongatum
Rhaphium elongatum är en tvåvingeart som beskrevs av Van Duzee 1933. Rhaphium elongatum ingår i släktet Rhaphium och familjen styltflugor. Inga underarter finns listade i Catalogue of Life.